# Troglohyphantes roberti
Troglohyphantes roberti este o specie de păianjeni din genul Troglohyphantes, familia Linyphiidae, descrisă de Deeleman-reinhold, 1978.
Este endemică în Croatia. Conține o singură subspecie: T. r. dalmatensis.